# Sano Business
La Sano Business o Sanobiz è un collettivo italiano formata da tre MC, Bassi Maestro, Supa e Rido MC, e da DJ Zeta.

## Storia del gruppo
Il collettivo nasce nel 1995 con l'unione di due dei quattro membri del gruppo: Bassi Maestro e DJ Zeta. Iniziano a produrre pezzi da solisti e poi insieme fino a quando nel 1997 nel gruppo entrano a far parte Rido MC e Supa. Sempre nel 1997 esce il primo prodotto del gruppo: The Micragnous EP, che viene registrato e venduto solo su dischi vinili da 12 pollici. Il secondo lavoro arriva subito Underground Troopers, che questa volta viene venduto prima in vinile e poi stampato in CD, con una copertina che richiama la locandina del film Starship Troopers - Fanteria dello spazio al quale il team si è ispirato. Per qualche anno il gruppo si lascia ai lavori solisti con varie pubblicazioni degli album di Bassi Maestro e DJ Zeta.
Nel 2004 esce la raccolta Esuberanza, bootleg stampato su CD che oltre a molti inediti racchiude remix e pezzi precedentemente pubblicati. Successivamente c'è di nuovo un periodo di pausa per il quartetto, fin quando nel 2007 esce il quarto lavoro e primo album ufficiale del collettivo, dal titolo Crossover che viene presentato dal brano Ma che ooh, caratterizzato da spezzoni di voce del giornalista Germano Mosconi.
Nel 2017 viene pubblicato il mixtape The 20th Anniversary Mixtape che comprende freestyle, remix, vecchi inediti e pezzi precedentemente pubblicati in demo o raccolte.

## Discografia

### Album in studio
- 1998 – Underground Troopers
- 2007 – Crossover

### Raccolte
- 2004 – Esuberanza

### Mixtape
- 2005 – The 2005 Overground Tour (con i Cor Veleno)
- 2017 – The 20th Anniversary Mixtape

### Extended play
- 1997 – The Micragnous EP